# Yssykköl (province)
Pour le lac, voir Ysyk-Köl.
Ysyk-Köl ou Issyk-Koul est une province du Kirghizistan, nommée d'après le lac Ysyk-Köl. 
Le territoire a une superficie de 43 144 km2 et près de 450 000 habitants. La densité de population est de 10 habitants par km2 ce qui est relativement faible. En effet, il est composé en grande partie par les hautes montagnes du Tian Shan. Le nom de la province dérive du massif montagneux Ysyk-Köl, qui couvre environ un septième de la superficie du territoire.
Le chef-lieu administratif de la région est la ville de Karakol (anciennement Prjevalsk). Elle est située à proximité du lac du Ostufers.

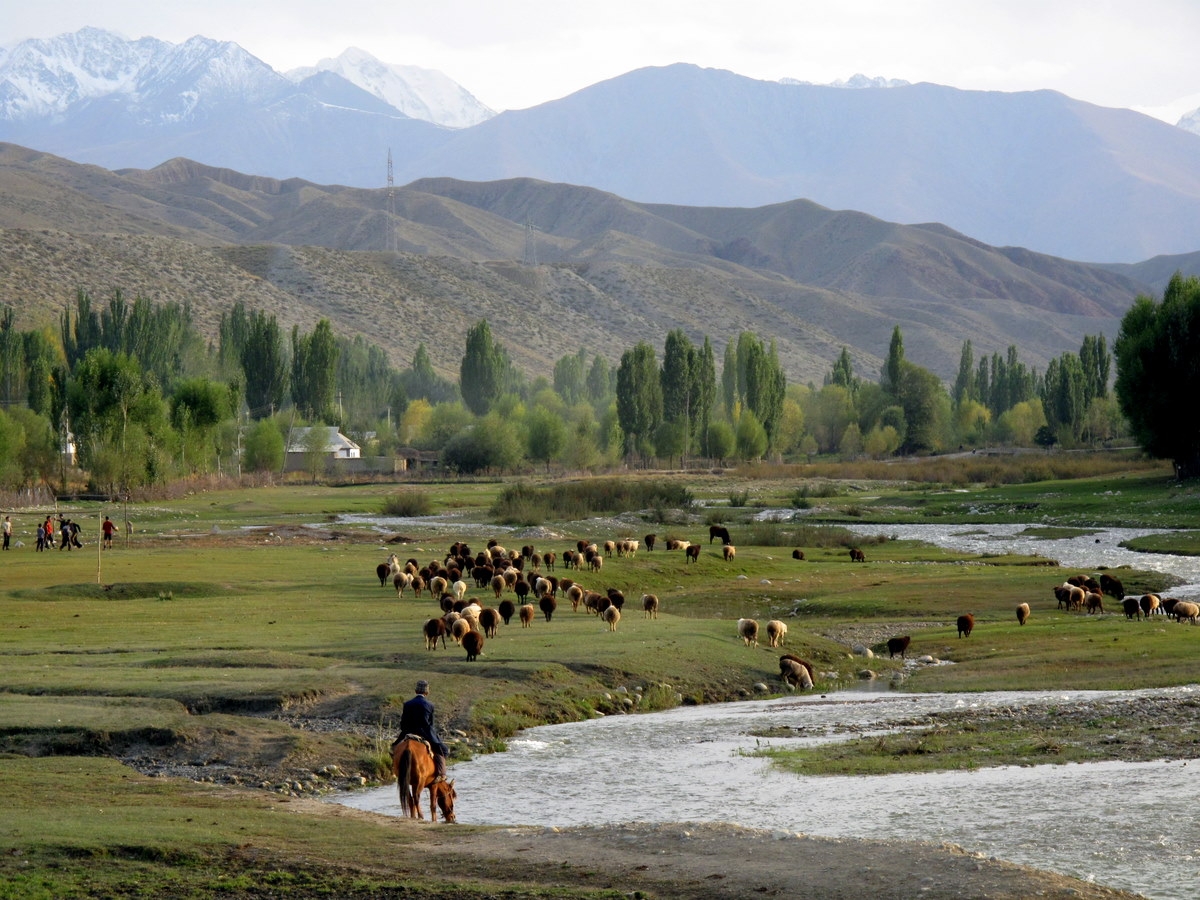
Scène pastorale
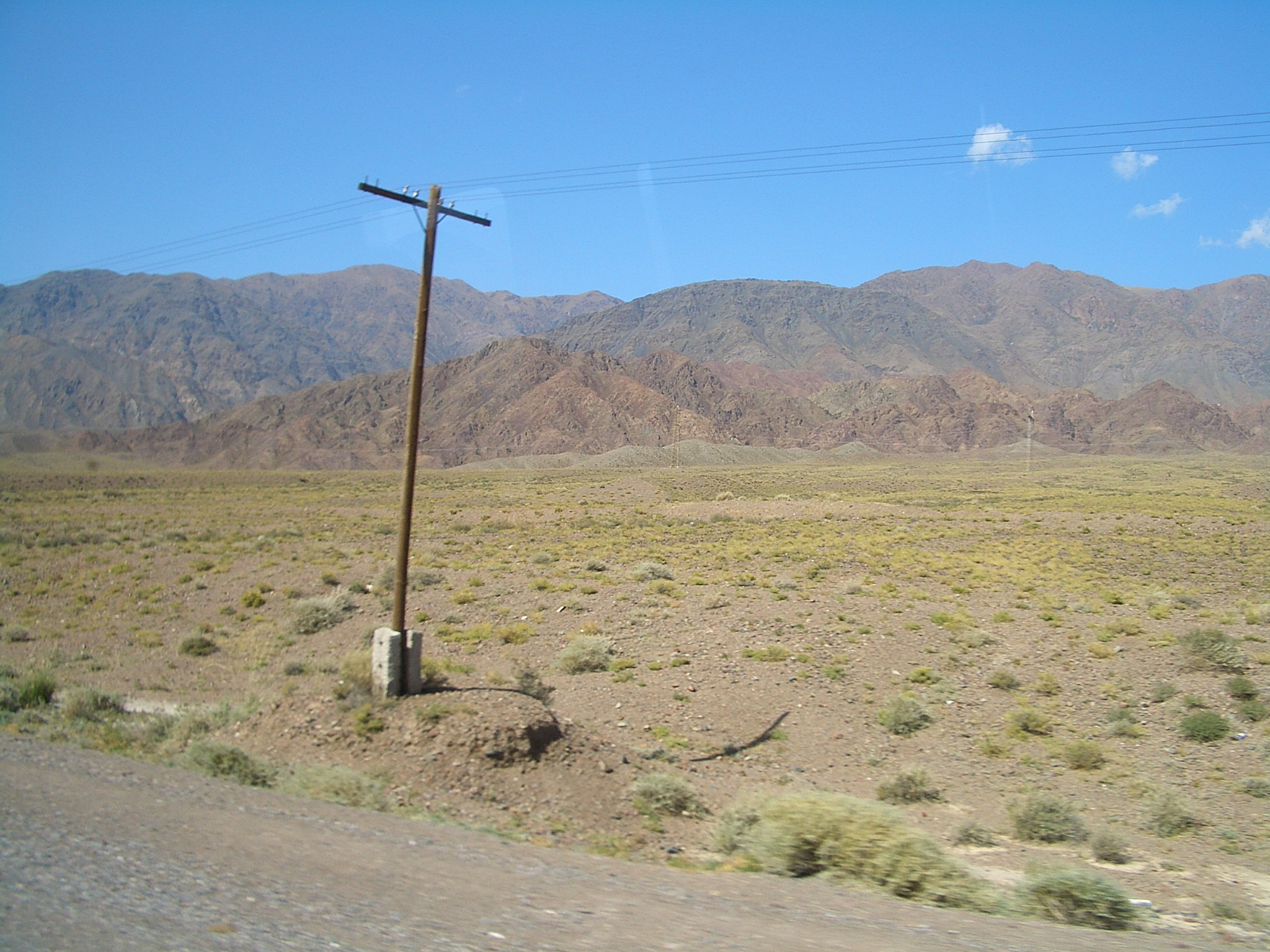
Sortie de Balyktchy sur la route de Bichkek

## Dirigeants
| Nom                            | de               | à                |
| ------------------------------ | ---------------- | ---------------- |
| Jumakul Saadanbekov            | Mars 1992        | 1996             |
| Toichubek Kasymov              | 1996             | 30 décembre 2001 |
| Jusupbek Sharipov              | 30 décembre 2001 | Avril 2002       |
| Emilbek Anapiaev               | 11 avril 2002    | 7 décembre 2003  |
| Tokon Shayliyeva               | 7 décembre 2003  | Mars 2005        |
| Ishenbai Moldotashev (intérim) | 28 mars 2005     | 18 avril 2005    |
| Esengul Omuraliyev             | 18 avril 2005    | 24 novembre 2005 |
| Kydykbek Isaev                 | 24 novembre 2005 | 7 avril 2010     |
| Mirbek Asankulov               | 7 avril 2010     | 20 janvier 2011  |
| Nurdin Abdyldayev              | 20 janvier 2011  | 4 août 2011      |
| Mirbek Asanakunov              | 4 août 2011      | Juin 2013        |
| Emilbek Kaptagayev             | Juin 2013        | Janvier 2016     |
| Askat Akibaev                  | Janvier 2016     | 17 mars 2017     |
| Uzarbek Jylkybaev              | Mars 2017        | 25 juillet 2018  |
| Akylbek Osmonaliev             | 1er août 2018    | 27 juillet 2020  |
| Balbak Tulobaev                | 27 juillet 2020  | 26 octobre 2020  |
| Elchibek Zhantaev              | 2 novembre 2020  | 11 mai 2021      |
| Mirbek Kozhoev                 | 11 mai 2021      | actuel           |

## Districts
La province est partagée en 5 raions: Ak-Suu, Ysyk-Köl, Jeti-Ögüz, Tong et Tüp.

## Économie
Elle abrite une mine d'or, la mine de Kumtor exploité de façon industrielle depuis 1997 par l'entreprise canadienne Centerra Gold, et dont les revenus représentaient 8,5% du PIB kirghiz en 2018.